# Albert Schelz
Georg Wilhelm Traugott Albert Schelz (* 14. Februar 1875 in Hannover; † 22. April 1949 in Holzminden) war ein deutscher Bürgermeister, Kreisdirektor, Landtagsabgeordneter und Minister in der braunschweigischen Landesregierung.

## Leben und Wirken
Seit 1877 wohnte Schelz in Wolfenbüttel, wo sein Vater als Gefängnisaufseher in der Landesstrafanstalt arbeitete. Nach dem Besuch der Bürgerschule absolvierte er eine Lehre als Schriftsetzer und Buchdrucker. Er arbeitete zwischen 1895 und 1906 in deutschen und österreichischen Städten als Schriftsetzer und kehrte 1907 nach Wolfenbüttel zurück, wo er diesen Beruf bis 1919 weiterhin ausübte. Er begann, sich politisch zu engagieren und wurde zum Stadtverordneten gewählt.
Er trat der SPD bei und übernahm bereits wenige Wochen später die Berichterstattung für den „Volksfreund“. Nur ein halbes Jahr nach seinem Eintritt in die SPD wählte man ihn zum Vorsitzenden des Wolfenbütteler Ortsvereins. Bei der Stadtverordnetenwahlen am 7. Oktober 1909 wurde Schelz als erster Sozialdemokrat überhaupt in das Wolfenbütteler Stadtparlament gewählt.
Der Erste Weltkrieg, in dem auch Albert Schelz als Soldat verpflichtet wurde, unterbrach seine politischen Aktivitäten. Er trat nach Kriegsende sofort wieder politisch in Erscheinung. Schelz wurde Mitglied im Wolfenbütteler Arbeiter- und Soldatenrat und betrieb dort die Neustrukturierung in der Stadt voran. Am 22. Dezember 1918 zog er zudem für die MSPD als Volksbeauftragter auch in den Braunschweigischen Landtag ein. 1919 berief ihn hier Heinrich Jasper zum Minister für Volksbildung, ein Amt, das Schelz bis in das Jahr 1924 ausfüllte. Schelz trat im September 1919 in Schöningen bei den Wahlen zum Bürgermeister als Kandidat der MSPD an. Mit Unterstützung des bürgerlichen Lagers wurde Schelz zum Bürgermeister gewählt.
Wiederum auf Betreiben von Heinrich Jasper wurde Albert Schelz im Mai 1928 Kreisdirektor von Holzminden. Er wurde am 1. Februar 1931 in den Ruhestand versetzt. Von April 1945 bis November 1946 übernahm er kommissarisch das Landratsamt des Kreises Holzminden.